# 3.º Ejército Aéreo (Japón)

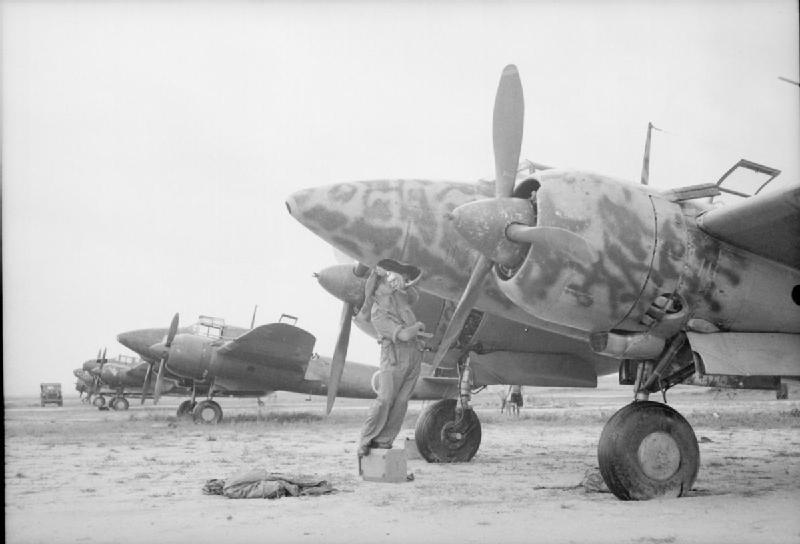
Varios Ki-45 en Singapur.

El 3.º Ejército Aéreo Japonés (第3航空軍, Kōkū gun) se formó el 23 de julio de 1942 y tuvo su base en Singapur hasta el final de la Segunda Guerra Mundial, cuando fue disuelto. Su último comandante fue Satoshi Kinoshita. Sus unidades consistían en las  5.ª, 9.ª y 55.ª Divisiones Aéreas. El 3.º Ejército Aéreo era responsable del Sudeste Asiático.

## Historia
El 3.º Ejército Aéreo en diciembre de 1941 constaba de las siguientes unidades:
- 3.ª Brigada Aérea (第3飛行団, Hikōdan) - Endo
- 7.ª Brigada Aérea (第7飛行団, Hikōdan) - Phnom Penh
- 10.ª Brigada Aérea (第10飛行団, Hikōdan) - Krakor
- 12.ª Brigada Aérea (第12飛行団, Hikōdan) - Phiqouc
- 50.º Escuadrón de Reconocimiento - Kompong Trach
- 81.º Escuadrón de Reconocimiento - Phom Penh

## Objetivos
El 3.º Ejército Aéreo se encargó de defender los campos petroleros y las refinerías en Palembang, así como de apoyar la operación en las Indias Orientales Neerlandesas, Birmania, Tailandia y la Indochina francesa.

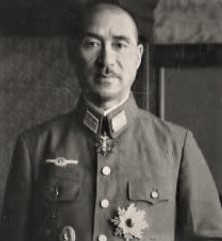
Teniente general Michio Sugawara.

## Comandantes
- Teniente general Michio Sugawara (菅原道大 中将) - 9 de julio de 1942 al 30 de abril de 1943
- Teniente general Hideyoshi Obata (小畑英良 中将) - 1 de mayo de 1943 al 6 de diciembre de 1943
- Teniente general Satoshi Kinoshita (木下敏 中将) - 7 de diciembre de 1943 hasta su disolución

## Unidades
El Ejército Aéreo (航空軍, Kōkū gun) estaba compuesto por dos o más Cuerpos Aéreos (飛行集団, Hikō Shudan (renombradas como Divisiones Aéreas (飛行師団, Hikō Shidan en 1942) más algunas Unidades Independientes. Cada División Aérea constaba de una Brigada Aérea (飛行団, Hikōdan) junto con unidades de base y de apoyo y varios escuadrones independientes. Cada Brigada Aérea tenía dos o más Grupos de Combate Aéreo (飛行戦隊, Hikō Sentai). El Grupo de Combate Aéreo era una unidad de un solo propósito que constaba típicamente de tres escuadrones (飛行隊, Hikōtai), divididos en tres pelotones (小隊, shōtai) de tres aviones cada uno.
En 1944, los Grupos de Combate Aéreo fueron renombrados como Escuadrones (飛行隊, Hikōtai).
- 5.º Hikō Shidan (第5飛行師団) - con sede en Birmania y la Indochina francesa
  - Bombarderos pesados Mitsubishi Ki-21
  - Bombarderos ligeros Mitsubishi Ki-30
  - Bombarderos ligeros Kawasaki Ki-48
  - Cazas Nakajima Ki-27
  - Cazas Nakajima Ki-43
  - Avión de reconocimiento Mitsubishi Ki-15
  - Avión de reconocimiento Mitsubishi Ki-46
- 9.º Hikō Shidan (第9飛行師団) - con sede en Palembang
  - Bombardero ligero/bombardero en picado Mitsubishi Ki-51
  - Cazas Nakajima Ki-44
  - Cazas Nakajima Ki-43
  - Cazas pesados Kawasaki Ki-45
  - Avión de reconocimiento Mitsubishi Ki-46
- 55.º Hikō Shidan (第55飛行師団)
- 10.ª Ala Independiente - con sede en Borneo en 1945
- 3.º Comando de Comunicaciones Aéreas